# Loísmo

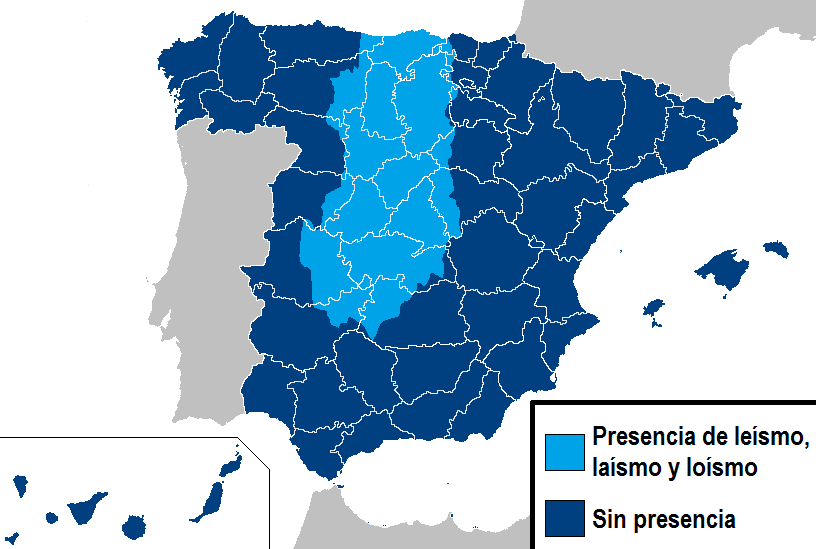
Presencia de leísmo, laísmo y loísmo en España.

El loísmo es un fenómeno gramatical que caracteriza ciertas variedades y dialectos del idioma español que consiste en el uso de los pronombres personales de objeto lo (singular) y los (plural) para marcar un objeto indirecto, con el que concuerda en número gramatical. Este uso de esos pronombres clíticos surgió en el español medieval como una innovación que se apartó de su uso original derivado del latín. Etimológicamente, lo y los se reservaban para marcar objetos directos, mientras que los objetos indirectos de tercera persona se marcaban siempre por le, les y se, como todavía ocurre en español estándar y los dialectos no loístas.
Desde un punto de vista prescriptivista, la Real Academia Española ha condenado el loísmo desde 1874, cuando lo consideró un "vulgarismo",[cita requerida] y actualmente todavía lo considera un "uso impropio" cuya presencia "ha sido siempre muy escasa en la lengua escrita, especialmente en singular, y solo se documenta hoy en textos de marcado carácter dialectal".
Algunos autores usan el término loísmo para referirse al uso de lo como complemento directo, es decir, a la variante mayoritaria; este uso extraño del término puede crear confusión.
Ejemplos de loísmo:
- Cuando recojo a los niños del colegio, los llevo la merienda.[2] (en español normativo: "...les llevo la merienda")
- Para arreglar esos trajes, hay que sacarlos el bajo.[2] (en español normativo: "...sacarles el bajo")
- ¿Qué lo preocupa? (al coronel).[3] (en español normativo: "¿Qué le preocupa?")

## Uso normativo
A veces cambia el significado de las frases: cuando un loísta dice «Lo pegué», un no-loísta entiende que «la cosa» referida fue pegada (con un adhesivo) y no «golpeada» — que es lo que el loísta quería decir.
La lengua castellana mantiene la antigua declinación latina y uso de los casos latinos en los pronombres personales, a pesar de la evolución de la lengua castellana hacia la eliminación total de los casos latinos, reflejo que tienen algunas personas en la tendencia a suprimir la diferencia de funciones entre el complemento directo y complemento indirecto por medio del género.
Esto se traduce en el uso de «lo» y «los» en función de complemento (objeto) indirecto; cuando el referente es del género masculino en vez de «le» y «les». Se produce por paralelismo con el laísmo: «la» y «las» para el género femenino; «lo» y «los» para el género masculino. El loísmo es un fenómeno paralelo al laísmo y al leísmo pero mucho menos habitual, puesto que las entidades a las que según la norma laísta/leísta refiere el pronombre «lo» raramente toman el papel semántico habitualmente asignado al objeto indirecto. Un ejemplo sería «A lo que dijiste "lo" pude haber dado más relevancia, pero no lo hice».
El «le» indirecto es ambiguo; para quitar la ambigüedad se utiliza un segundo pronombre con preposición: «Dale un beso, a ella (a él)».

## Variantes similares
En ciertos territorios bilingües se dan variantes parecidas al loísmo:
- En español andino, hablado en territorio andino de Perú, Bolivia y el noroeste de Argentina, es común el uso de lo como marca de objeto directo de manera invariable por género o número gramatical. Por ejemplo, No lo conozco a sus primas, donde la lengua estándar general usaría las.[4] Este fenómeno gramatical ha sido atribuido a un efecto de sustrato por el contacto con lenguas amerindias el quechua y el aimara.
- En varias zonas en el norte de España en las que el español viene en contacto con el dialecto asturleonés oriental, se observa variación en el sistema pronominal. En una parte de Cantabria, los hablantes emplean lo cuando el antecedente es un sustantivo no contable y también si el sustantivo es femenino. La leche lo cuajan para hacer queso. Esto no cumple ni se parece a la definición del loísmo ya que no se sustituye «le» (que representa generalmente al objeto indirecto) por «lo» (que se reserva, en dialectos no loístas, para el objeto directo), sino que se refiere a un fenómeno no relacionado.